# Tábua de Opostos
A Tábua ou Tabela de Opostos (em grego:  συστοιχία sustoichia) de Pitágoras é a mais antiga sobrevivente de muitas dessas tabelas propostas pelos filósofos. Aristóteles é a principal fonte de nosso conhecimento da tabela pitagórica.
Segue-se uma tradução aproximada da Tábua de Opostos, embora, como em todas as traduções, o significado exato não seja necessariamente herdado do grego original. Por exemplo, "torto" tem conotações que podem faltar no original.
- finito, infinito
- ímpar, par
- um, muitos
- direita, esquerda
- repouso, movimento
- reto, torto
- luz, escuridão
- bem, mal
- quadrado, oblongo

Algumas fontes acrescentam:
- masculino, feminino

Desses nove ou dez opostos, muitos filósofos consideraram o terceiro par como uma das questões mais profundas da filosofia. O universo é um? Então, como é diversificado? O universo é muitos? Então, como é unificado? Historicamente, isso é conhecido como o problema do um e de muitos, sobre o qual já foi posta muita tinta em escritos.